# مدال مؤسسه فیزیک اسحاق نیوتن
مدال (نشان) اسحاق نیوتن موسسه IOP (انگلیسی: Institute of Physics Isaac Newton Medal) یک مدال طلا است که توسط مؤسسه فیزیک (IOP) به همراه ۱۰۰۰ پوند به برندگان اعطا می‌شود. این جایزه به یک فیزیکدان، فارغ از نظر موضوع و زمینه یا ملیت، برای مشارکت‌های برجسته‌ای آنان در فیزیک داده می‌شود.

## دریافت کنندگان
- ۲۰۲۰: نادر انقطاع. به خاطر کار در حوزهٔ الکترومغناطیس و نورشناسی
- ۲۰۱۹: مایکل پپر به خاطر کار در حوزهٔ فیزیک نوین و نیمه‌رسانا
- ۲۰۱۸: پاول کرکوم به خاطر کار در حوزهٔ فیزیک عملی
- ۲۰۱۷: چارلز ال. بنت به خاطر کار در حوزهٔ ماکروویو
- ۲۰۱۶: توماس والتر بنرمن کیبل به خاطر کار در حوزهٔ فیزیک
- ۲۰۱۵: الی یابلونوویچ به خاطر کار در حوزهٔ فوتونیک
- ۲۰۱۴: دبورا اس جین به خاطر کار در حوزهٔ تبهگنی انرژی
- ۲۰۱۳: جان پندری به خاطر کار در حوزهٔ علم سطح
- ۲۰۱۲: مارتین ریس به خاطر کار در حوزهٔ کیهان‌شناسی
- ۲۰۱۱: لئو کادانوف به خاطر کار در حوزهٔ استقلال از مقیاس
- ۲۰۱۰: ادوارد ویتن به خاطر کار در حوزهٔ فیزیک ذرات
- ۲۰۰۹: الن گوت به خاطر کار در حوزهٔ تورم کیهانی
- ۲۰۰۸: آنتون تسایلینگر به خاطر کار در حوزهٔ اطلاعات کوانتومی